# Joseph Befe Ateba
Pour les articles homonymes, voir Ateba.
Joseph Befe Ateba, né le 25 avril 1962 à Nkoabe dans la Région du Centre et mort le 4 juin 2014 à Pretoria (Afrique du Sud) où il était soigné, est un prélat catholique camerounais qui fut le premier évêque de Kribi.

## Biographie
Il est ordonné prêtre le 20 juin 1987, puis nommé évêque de Kribi par Benoît XVI le 19 juin 2008, une charge qu'il occupe jusqu'à sa mort, à l'âge de 52 ans, des suites d'une longue maladie. Mgr Damase Zinga Atangana lui succède.
Mgr Ateba est aussi l'auteur d'une pièce de théâtre (Dieu devant la barre), de deux romans : Yobo : la spirale de l'épreuve (2003) et Le guépier (2009), d'un essai : Le synode africain : un chantier permanent (2002).